# Lista di asteroidi (447001-448000)
Di seguito una lista di asteroidi dal numero 447001 al 448000 con data di scoperta e scopritore.

## 447001-447100
| Nome     | Designazione provvisoria | Data di scoperta  | Scopritore           |
| -------- | ------------------------ | ----------------- | -------------------- |
| 447001 - | 2004 BH160               | 21 gennaio 2004   | Cerro Paranal        |
| 447002 - | 2004 CH27                | 11 febbraio 2004  | NEAT                 |
| 447003 - | 2004 CH29                | 19 gennaio 2004   | Spacewatch           |
| 447004 - | 2004 DS13                | 16 febbraio 2004  | Spacewatch           |
| 447005 - | 2004 EM41                | 15 marzo 2004     | CSS                  |
| 447006 - | 2004 EU57                | 26 febbraio 2004  | LINEAR               |
| 447007 - | 2004 EG58                | 15 marzo 2004     | CSS                  |
| 447008 - | 2004 EF96                | 15 marzo 2004     | Spacewatch           |
| 447009 - | 2004 FS13                | 16 marzo 2004     | CSS                  |
| 447010 - | 2004 FO59                | 18 marzo 2004     | LINEAR               |
| 447011 - | 2004 FJ106               | 19 marzo 2004     | LINEAR               |
| 447012 - | 2004 FJ125               | 18 marzo 2004     | LINEAR               |
| 447013 - | 2004 FE143               | 27 marzo 2004     | LONEOS               |
| 447014 - | 2004 GO20                | 9 aprile 2004     | Siding Spring Survey |
| 447015 - | 2004 HF4                 | 16 aprile 2004    | Spacewatch           |
| 447016 - | 2004 HK22                | 16 aprile 2004    | Spacewatch           |
| 447017 - | 2004 HH54                | 26 aprile 2004    | LINEAR               |
| 447018 - | 2004 KH11                | 19 maggio 2004    | CINEOS               |
| 447019 - | 2004 LS7                 | 11 giugno 2004    | LINEAR               |
| 447020 - | 2004 LE10                | 14 giugno 2004    | LINEAR               |
| 447021 - | 2004 LP14                | 11 giugno 2004    | Spacewatch           |
| 447022 - | 2004 NO                  | 9 luglio 2004     | LINEAR               |
| 447023 - | 2004 NZ12                | 11 luglio 2004    | LINEAR               |
| 447024 - | 2004 OY8                 | 18 luglio 2004    | LINEAR               |
| 447025 - | 2004 OH9                 | 20 luglio 2004    | Birtwhistle, P.      |
| 447026 - | 2004 OC12                | 21 luglio 2004    | Broughton, J.        |
| 447027 - | 2004 OH13                | 18 luglio 2004    | CINEOS               |
| 447028 - | 2004 PV22                | 8 agosto 2004     | LINEAR               |
| 447029 - | 2004 PC34                | 8 agosto 2004     | LONEOS               |
| 447030 - | 2004 PM60                | 9 agosto 2004     | LINEAR               |
| 447031 - | 2004 PW73                | 8 agosto 2004     | LINEAR               |
| 447032 - | 2004 PS82                | 10 agosto 2004    | LINEAR               |
| 447033 - | 2004 PL86                | 11 agosto 2004    | LINEAR               |
| 447034 - | 2004 QW28                | 25 agosto 2004    | Spacewatch           |
| 447035 - | 2004 RR14                | 6 settembre 2004  | Siding Spring Survey |
| 447036 - | 2004 RV16                | 7 settembre 2004  | LINEAR               |
| 447037 - | 2004 RA22                | 7 settembre 2004  | Spacewatch           |
| 447038 - | 2004 RF25                | 6 settembre 2004  | Siding Spring Survey |
| 447039 - | 2004 RQ48                | 8 settembre 2004  | LINEAR               |
| 447040 - | 2004 RP49                | 8 settembre 2004  | LINEAR               |
| 447041 - | 2004 RV57                | 8 settembre 2004  | LINEAR               |
| 447042 - | 2004 RN70                | 8 settembre 2004  | LINEAR               |
| 447043 - | 2004 RH76                | 8 settembre 2004  | LINEAR               |
| 447044 - | 2004 RL88                | 7 settembre 2004  | NEAT                 |
| 447045 - | 2004 RL91                | 21 agosto 2004    | CSS                  |
| 447046 - | 2004 RK125               | 7 settembre 2004  | Spacewatch           |
| 447047 - | 2004 RW140               | 8 settembre 2004  | LINEAR               |
| 447048 - | 2004 RB154               | 10 settembre 2004 | LINEAR               |
| 447049 - | 2004 RO160               | 10 settembre 2004 | Spacewatch           |
| 447050 - | 2004 RR172               | 9 settembre 2004  | Spacewatch           |
| 447051 - | 2004 RK186               | 10 settembre 2004 | LINEAR               |
| 447052 - | 2004 RZ211               | 11 settembre 2004 | LINEAR               |
| 447053 - | 2004 RB224               | 8 settembre 2004  | LINEAR               |
| 447054 - | 2004 RN230               | 9 settembre 2004  | Spacewatch           |
| 447055 - | 2004 RA231               | 9 settembre 2004  | Spacewatch           |
| 447056 - | 2004 RS232               | 9 settembre 2004  | Spacewatch           |
| 447057 - | 2004 RE242               | 10 settembre 2004 | Spacewatch           |
| 447058 - | 2004 RV245               | 10 settembre 2004 | Spacewatch           |
| 447059 - | 2004 RY245               | 10 settembre 2004 | Spacewatch           |
| 447060 - | 2004 RF252               | 13 settembre 2004 | LINEAR               |
| 447061 - | 2004 RY261               | 10 settembre 2004 | Spacewatch           |
| 447062 - | 2004 RQ265               | 10 settembre 2004 | Spacewatch           |
| 447063 - | 2004 RB268               | 11 settembre 2004 | Spacewatch           |
| 447064 - | 2004 RP282               | 15 settembre 2004 | Spacewatch           |
| 447065 - | 2004 RS303               | 12 settembre 2004 | Spacewatch           |
| 447066 - | 2004 RY307               | 11 agosto 2004    | LINEAR               |
| 447067 - | 2004 RJ308               | 13 settembre 2004 | LINEAR               |
| 447068 - | 2004 RR316               | 10 settembre 2004 | LINEAR               |
| 447069 - | 2004 RB322               | 13 settembre 2004 | LINEAR               |
| 447070 - | 2004 RH327               | 13 settembre 2004 | NEAT                 |
| 447071 - | 2004 RG345               | 7 settembre 2004  | Spacewatch           |
| 447072 - | 2004 RD347               | 15 settembre 2004 | LINEAR               |
| 447073 - | 2004 RK356               | 7 settembre 2004  | Spacewatch           |
| 447074 - | 2004 SP8                 | 17 settembre 2004 | LINEAR               |
| 447075 - | 2004 SH21                | 21 settembre 2004 | LINEAR               |
| 447076 - | 2004 SB39                | 17 settembre 2004 | LINEAR               |
| 447077 - | 2004 SS58                | 18 settembre 2004 | Siding Spring Survey |
| 447078 - | 2004 TF8                 | 4 ottobre 2004    | Young, J. W.         |
| 447079 - | 2004 TV22                | 4 ottobre 2004    | Spacewatch           |
| 447080 - | 2004 TH32                | 4 ottobre 2004    | Spacewatch           |
| 447081 - | 2004 TL36                | 22 settembre 2004 | Spacewatch           |
| 447082 - | 2004 TX40                | 4 ottobre 2004    | Spacewatch           |
| 447083 - | 2004 TC42                | 4 ottobre 2004    | Spacewatch           |
| 447084 - | 2004 TX43                | 4 ottobre 2004    | Spacewatch           |
| 447085 - | 2004 TP44                | 4 ottobre 2004    | Spacewatch           |
| 447086 - | 2004 TV47                | 4 ottobre 2004    | Spacewatch           |
| 447087 - | 2004 TZ51                | 4 ottobre 2004    | Spacewatch           |
| 447088 - | 2004 TL60                | 5 ottobre 2004    | LONEOS               |
| 447089 - | 2004 TG63                | 17 settembre 2004 | Spacewatch           |
| 447090 - | 2004 TT65                | 23 agosto 2004    | Siding Spring Survey |
| 447091 - | 2004 TN67                | 5 ottobre 2004    | LONEOS               |
| 447092 - | 2004 TM95                | 5 ottobre 2004    | Spacewatch           |
| 447093 - | 2004 TZ99                | 5 ottobre 2004    | Spacewatch           |
| 447094 - | 2004 TP100               | 6 ottobre 2004    | NEAT                 |
| 447095 - | 2004 TZ110               | 7 ottobre 2004    | Spacewatch           |
| 447096 - | 2004 TW118               | 5 ottobre 2004    | NEAT                 |
| 447097 - | 2004 TL119               | 21 settembre 2004 | LONEOS               |
| 447098 - | 2004 TB125               | 7 ottobre 2004    | LINEAR               |
| 447099 - | 2004 TR135               | 8 ottobre 2004    | LONEOS               |
| 447100 - | 2004 TQ145               | 22 settembre 2004 | LINEAR               |

## 447101-447200
| Nome     | Designazione provvisoria | Data di scoperta  | Scopritore                                |
| -------- | ------------------------ | ----------------- | ----------------------------------------- |
| 447101 - | 2004 TP153               | 23 settembre 2004 | Spacewatch                                |
| 447102 - | 2004 TM154               | 6 ottobre 2004    | Spacewatch                                |
| 447103 - | 2004 TQ155               | 6 ottobre 2004    | Spacewatch                                |
| 447104 - | 2004 TL162               | 6 ottobre 2004    | Spacewatch                                |
| 447105 - | 2004 TB172               | 8 ottobre 2004    | LINEAR                                    |
| 447106 - | 2004 TN175               | 9 ottobre 2004    | LINEAR                                    |
| 447107 - | 2004 TV177               | 19 gennaio 2002   | Spacewatch                                |
| 447108 - | 2004 TD181               | 7 ottobre 2004    | Spacewatch                                |
| 447109 - | 2004 TS190               | 23 settembre 2004 | Spacewatch                                |
| 447110 - | 2004 TH198               | 7 ottobre 2004    | Spacewatch                                |
| 447111 - | 2004 TS198               | 7 ottobre 2004    | Spacewatch                                |
| 447112 - | 2004 TC206               | 7 ottobre 2004    | Spacewatch                                |
| 447113 - | 2004 TM237               | 9 ottobre 2004    | LINEAR                                    |
| 447114 - | 2004 TZ239               | 9 ottobre 2004    | LINEAR                                    |
| 447115 - | 2004 TJ252               | 18 settembre 2004 | LINEAR                                    |
| 447116 - | 2004 TO252               | 9 ottobre 2004    | Spacewatch                                |
| 447117 - | 2004 TJ276               | 9 ottobre 2004    | Spacewatch                                |
| 447118 - | 2004 TP276               | 9 ottobre 2004    | Spacewatch                                |
| 447119 - | 2004 TR280               | 10 ottobre 2004   | Spacewatch                                |
| 447120 - | 2004 TR336               | 10 ottobre 2004   | Spacewatch                                |
| 447121 - | 2004 TK339               | 13 ottobre 2004   | Spacewatch                                |
| 447122 - | 2004 TM370               | 21 settembre 2004 | LONEOS                                    |
| 447123 - | 2004 VF3                 | 9 ottobre 2004    | Spacewatch                                |
| 447124 - | 2004 VQ8                 | 3 novembre 2004   | LONEOS                                    |
| 447125 - | 2004 VF19                | 23 ottobre 2004   | Spacewatch                                |
| 447126 - | 2004 VM27                | 5 novembre 2004   | Spacewatch                                |
| 447127 - | 2004 VC38                | 7 ottobre 2004    | Spacewatch                                |
| 447128 - | 2004 VN42                | 10 ottobre 2004   | Spacewatch                                |
| 447129 - | 2004 VL45                | 4 novembre 2004   | Spacewatch                                |
| 447130 - | 2004 XJ9                 | 2 dicembre 2004   | CSS                                       |
| 447131 - | 2004 XJ11                | 3 dicembre 2004   | NEAT                                      |
| 447132 - | 2004 XZ29                | 10 novembre 2004  | Spacewatch                                |
| 447133 - | 2004 XS93                | 11 dicembre 2004  | Spacewatch                                |
| 447134 - | 2004 XY103               | 9 dicembre 2004   | Spacewatch                                |
| 447135 - | 2004 XG112               | 10 dicembre 2004  | Spacewatch                                |
| 447136 - | 2004 XN131               | 11 dicembre 2004  | LINEAR                                    |
| 447137 - | 2004 YK8                 | 18 dicembre 2004  | Mt. Lemmon Survey                         |
| 447138 - | 2005 AB44                | 15 gennaio 2005   | Spacewatch                                |
| 447139 - | 2005 CP23                | 8 gennaio 2005    | CINEOS                                    |
| 447140 - | 2005 EO22                | 3 marzo 2005      | CSS                                       |
| 447141 - | 2005 EP140               | 2 marzo 2005      | Spacewatch                                |
| 447142 - | 2005 EQ203               | 3 febbraio 2005   | LINEAR                                    |
| 447143 - | 2005 EN210               | 4 marzo 2005      | Spacewatch                                |
| 447144 - | 2005 EQ247               | 12 marzo 2005     | Spacewatch                                |
| 447145 - | 2005 EX276               | 8 marzo 2005      | Mt. Lemmon Survey                         |
| 447146 - | 2005 GZ25                | 2 aprile 2005     | Mt. Lemmon Survey                         |
| 447147 - | 2005 GQ72                | 4 aprile 2005     | Mt. Lemmon Survey                         |
| 447148 - | 2005 GY77                | 30 marzo 2005     | CSS                                       |
| 447149 - | 2005 GG78                | 6 aprile 2005     | CSS                                       |
| 447150 - | 2005 GE91                | 6 aprile 2005     | Spacewatch                                |
| 447151 - | 2005 GR94                | 6 aprile 2005     | Spacewatch                                |
| 447152 - | 2005 GJ177               | 5 aprile 2005     | Mt. Lemmon Survey                         |
| 447153 - | 2005 GM177               | 15 aprile 2005    | Spacewatch                                |
| 447154 - | 2005 GC178               | 15 aprile 2005    | LONEOS                                    |
| 447155 - | 2005 HE10                | 16 aprile 2005    | Spacewatch                                |
| 447156 - | 2005 HF10                | 16 aprile 2005    | Spacewatch                                |
| 447157 - | 2005 JE1                 | 3 maggio 2005     | CSS                                       |
| 447158 - | 2005 JD17                | 4 maggio 2005     | LONEOS                                    |
| 447159 - | 2005 JC20                | 4 maggio 2005     | CSS                                       |
| 447160 - | 2005 JK71                | 7 maggio 2005     | Spacewatch                                |
| 447161 - | 2005 JJ131               | 30 aprile 2005    | Spacewatch                                |
| 447162 - | 2005 JN139               | 3 maggio 2005     | Spacewatch                                |
| 447163 - | 2005 JQ143               | 15 maggio 2005    | Mt. Lemmon Survey                         |
| 447164 - | 2005 JH162               | 8 maggio 2005     | Spacewatch                                |
| 447165 - | 2005 JU167               | 3 maggio 2005     | Spacewatch                                |
| 447166 - | 2005 KH3                 | 10 maggio 2005    | Spacewatch                                |
| 447167 - | 2005 LS18                | 8 giugno 2005     | Spacewatch                                |
| 447168 - | 2005 MX50                | 30 giugno 2005    | Spacewatch                                |
| 447169 - | 2005 NC28                | 5 luglio 2005     | NEAT                                      |
| 447170 - | 2005 NW46                | 18 giugno 2005    | Mt. Lemmon Survey                         |
| 447171 - | 2005 NJ65                | 1º luglio 2005    | Spacewatch                                |
| 447172 - | 2005 NQ76                | 10 luglio 2005    | Spacewatch                                |
| 447173 - | 2005 NP98                | 13 giugno 2005    | Mt. Lemmon Survey                         |
| 447174 - | 2005 QH22                | 27 agosto 2005    | Spacewatch                                |
| 447175 - | 2005 QZ50                | 26 agosto 2005    | NEAT                                      |
| 447176 - | 2005 QQ56                | 27 agosto 2005    | LONEOS                                    |
| 447177 - | 2005 QU124               | 28 agosto 2005    | Spacewatch                                |
| 447178 - | 2005 RO43                | 3 settembre 2005  | Becker, A. C., Puckett, A. W., Kubica, J. |
| 447179 - | 2005 SH34                | 23 settembre 2005 | Spacewatch                                |
| 447180 - | 2005 SN36                | 24 settembre 2005 | Spacewatch                                |
| 447181 - | 2005 SO55                | 25 settembre 2005 | Spacewatch                                |
| 447182 - | 2005 SK69                | 27 settembre 2005 | Spacewatch                                |
| 447183 - | 2005 SN85                | 24 settembre 2005 | Spacewatch                                |
| 447184 - | 2005 ST85                | 24 settembre 2005 | Spacewatch                                |
| 447185 - | 2005 SP99                | 25 settembre 2005 | Spacewatch                                |
| 447186 - | 2005 SG107               | 1º settembre 2005 | LONEOS                                    |
| 447187 - | 2005 SM108               | 26 settembre 2005 | Spacewatch                                |
| 447188 - | 2005 SW112               | 23 settembre 2005 | CSS                                       |
| 447189 - | 2005 SF114               | 27 settembre 2005 | Spacewatch                                |
| 447190 - | 2005 SP128               | 29 settembre 2005 | Mt. Lemmon Survey                         |
| 447191 - | 2005 ST129               | 29 settembre 2005 | Mt. Lemmon Survey                         |
| 447192 - | 2005 SV160               | 27 settembre 2005 | Spacewatch                                |
| 447193 - | 2005 SL185               | 29 settembre 2005 | Mt. Lemmon Survey                         |
| 447194 - | 2005 SH186               | 23 settembre 2005 | Spacewatch                                |
| 447195 - | 2005 SV186               | 29 settembre 2005 | Mt. Lemmon Survey                         |
| 447196 - | 2005 SP189               | 29 settembre 2005 | Mt. Lemmon Survey                         |
| 447197 - | 2005 SV196               | 30 settembre 2005 | Spacewatch                                |
| 447198 - | 2005 SN213               | 30 settembre 2005 | Spacewatch                                |
| 447199 - | 2005 SX216               | 30 settembre 2005 | NEAT                                      |
| 447200 - | 2005 SB239               | 30 settembre 2005 | Mt. Lemmon Survey                         |

## 447201-447300
| Nome     | Designazione provvisoria | Data di scoperta  | Scopritore           |
| -------- | ------------------------ | ----------------- | -------------------- |
| 447201 - | 2005 SV239               | 25 settembre 2005 | Spacewatch           |
| 447202 - | 2005 SM259               | 24 settembre 2005 | LONEOS               |
| 447203 - | 2005 SF262               | 23 settembre 2005 | Spacewatch           |
| 447204 - | 2005 SZ262               | 23 settembre 2005 | Spacewatch           |
| 447205 - | 2005 TU7                 | 1º ottobre 2005   | Spacewatch           |
| 447206 - | 2005 TW25                | 1º ottobre 2005   | Mt. Lemmon Survey    |
| 447207 - | 2005 TH48                | 7 ottobre 2005    | Tucker, R. A.        |
| 447208 - | 2005 TG54                | 1º ottobre 2005   | LINEAR               |
| 447209 - | 2005 TF56                | 1º ottobre 2005   | Spacewatch           |
| 447210 - | 2005 TN58                | 1º ottobre 2005   | Mt. Lemmon Survey    |
| 447211 - | 2005 TX59                | 2 ottobre 2005    | Mt. Lemmon Survey    |
| 447212 - | 2005 TY62                | 4 ottobre 2005    | Mt. Lemmon Survey    |
| 447213 - | 2005 TP90                | 6 ottobre 2005    | LONEOS               |
| 447214 - | 2005 TY96                | 6 ottobre 2005    | Mt. Lemmon Survey    |
| 447215 - | 2005 TN127               | 7 ottobre 2005    | Spacewatch           |
| 447216 - | 2005 TC128               | 7 ottobre 2005    | Spacewatch           |
| 447217 - | 2005 TH169               | 9 ottobre 2005    | Spacewatch           |
| 447218 - | 2005 TP171               | 10 ottobre 2005   | CSS                  |
| 447219 - | 2005 TK175               | 12 settembre 2005 | Spacewatch           |
| 447220 - | 2005 TO187               | 6 ottobre 2005    | Mt. Lemmon Survey    |
| 447221 - | 2005 UO5                 | 27 ottobre 2005   | Siding Spring Survey |
| 447222 - | 2005 UG15                | 22 ottobre 2005   | Spacewatch           |
| 447223 - | 2005 UM16                | 22 ottobre 2005   | Spacewatch           |
| 447224 - | 2005 UG27                | 23 ottobre 2005   | CSS                  |
| 447225 - | 2005 UK35                | 24 ottobre 2005   | Spacewatch           |
| 447226 - | 2005 UR78                | 25 ottobre 2005   | LONEOS               |
| 447227 - | 2005 UZ81                | 11 ottobre 2005   | Spacewatch           |
| 447228 - | 2005 UJ83                | 29 settembre 2005 | Mt. Lemmon Survey    |
| 447229 - | 2005 UZ95                | 22 ottobre 2005   | Spacewatch           |
| 447230 - | 2005 UE97                | 22 ottobre 2005   | Spacewatch           |
| 447231 - | 2005 UQ102               | 22 ottobre 2005   | Spacewatch           |
| 447232 - | 2005 UP118               | 24 ottobre 2005   | Spacewatch           |
| 447233 - | 2005 UL127               | 24 ottobre 2005   | Spacewatch           |
| 447234 - | 2005 UB129               | 24 ottobre 2005   | Spacewatch           |
| 447235 - | 2005 UR165               | 12 ottobre 2005   | Spacewatch           |
| 447236 - | 2005 US165               | 24 ottobre 2005   | Spacewatch           |
| 447237 - | 2005 UA176               | 24 ottobre 2005   | Spacewatch           |
| 447238 - | 2005 US191               | 27 ottobre 2005   | Mt. Lemmon Survey    |
| 447239 - | 2005 UK202               | 25 ottobre 2005   | Spacewatch           |
| 447240 - | 2005 UV202               | 25 ottobre 2005   | Spacewatch           |
| 447241 - | 2005 UW202               | 25 ottobre 2005   | Spacewatch           |
| 447242 - | 2005 UK204               | 25 ottobre 2005   | Mt. Lemmon Survey    |
| 447243 - | 2005 UM208               | 27 ottobre 2005   | Spacewatch           |
| 447244 - | 2005 UO211               | 27 ottobre 2005   | Spacewatch           |
| 447245 - | 2005 UV212               | 27 ottobre 2005   | Spacewatch           |
| 447246 - | 2005 UX213               | 22 ottobre 2005   | NEAT                 |
| 447247 - | 2005 UB220               | 25 ottobre 2005   | Spacewatch           |
| 447248 - | 2005 UM221               | 25 ottobre 2005   | Spacewatch           |
| 447249 - | 2005 UF236               | 25 ottobre 2005   | Spacewatch           |
| 447250 - | 2005 UN243               | 25 ottobre 2005   | Spacewatch           |
| 447251 - | 2005 UD248               | 28 ottobre 2005   | Mt. Lemmon Survey    |
| 447252 - | 2005 UA255               | 23 settembre 2005 | Spacewatch           |
| 447253 - | 2005 UT262               | 12 ottobre 2005   | Spacewatch           |
| 447254 - | 2005 UP280               | 5 ottobre 2005    | Spacewatch           |
| 447255 - | 2005 UB294               | 26 ottobre 2005   | Spacewatch           |
| 447256 - | 2005 UG297               | 26 ottobre 2005   | Spacewatch           |
| 447257 - | 2005 UE299               | 26 ottobre 2005   | Spacewatch           |
| 447258 - | 2005 UC311               | 29 ottobre 2005   | Mt. Lemmon Survey    |
| 447259 - | 2005 UM320               | 22 ottobre 2005   | Spacewatch           |
| 447260 - | 2005 UU323               | 28 ottobre 2005   | Mt. Lemmon Survey    |
| 447261 - | 2005 UY324               | 29 ottobre 2005   | Mt. Lemmon Survey    |
| 447262 - | 2005 UC325               | 29 ottobre 2005   | Mt. Lemmon Survey    |
| 447263 - | 2005 UR331               | 29 ottobre 2005   | Spacewatch           |
| 447264 - | 2005 UL346               | 30 ottobre 2005   | Spacewatch           |
| 447265 - | 2005 UF347               | 30 ottobre 2005   | Spacewatch           |
| 447266 - | 2005 UE348               | 22 ottobre 2005   | Spacewatch           |
| 447267 - | 2005 UE366               | 22 ottobre 2005   | Spacewatch           |
| 447268 - | 2005 UJ378               | 28 ottobre 2005   | Mt. Lemmon Survey    |
| 447269 - | 2005 UE396               | 25 ottobre 2005   | Spacewatch           |
| 447270 - | 2005 UJ424               | 28 ottobre 2005   | Spacewatch           |
| 447271 - | 2005 UX426               | 28 ottobre 2005   | Spacewatch           |
| 447272 - | 2005 UC429               | 28 ottobre 2005   | Mt. Lemmon Survey    |
| 447273 - | 2005 UV433               | 28 ottobre 2005   | Spacewatch           |
| 447274 - | 2005 UY442               | 30 ottobre 2005   | CSS                  |
| 447275 - | 2005 UZ445               | 31 ottobre 2005   | Mt. Lemmon Survey    |
| 447276 - | 2005 UO448               | 30 ottobre 2005   | LINEAR               |
| 447277 - | 2005 UK454               | 29 settembre 2005 | CSS                  |
| 447278 - | 2005 UA473               | 30 ottobre 2005   | Mt. Lemmon Survey    |
| 447279 - | 2005 UD479               | 28 ottobre 2005   | Spacewatch           |
| 447280 - | 2005 UL515               | 22 ottobre 2005   | Becker, A. C.        |
| 447281 - | 2005 VQ13                | 2 ottobre 2005    | LONEOS               |
| 447282 - | 2005 VJ20                | 1º novembre 2005  | Spacewatch           |
| 447283 - | 2005 VU49                | 2 novembre 2005   | LINEAR               |
| 447284 - | 2005 VE67                | 26 ottobre 2005   | Spacewatch           |
| 447285 - | 2005 VR67                | 28 ottobre 2005   | Spacewatch           |
| 447286 - | 2005 WA2                 | 22 novembre 2005  | Young, J. W.         |
| 447287 - | 2005 WU9                 | 21 novembre 2005  | Spacewatch           |
| 447288 - | 2005 WE18                | 27 ottobre 2005   | Mt. Lemmon Survey    |
| 447289 - | 2005 WE32                | 21 novembre 2005  | Spacewatch           |
| 447290 - | 2005 WN35                | 22 novembre 2005  | Spacewatch           |
| 447291 - | 2005 WH37                | 22 novembre 2005  | Spacewatch           |
| 447292 - | 2005 WZ37                | 22 novembre 2005  | Spacewatch           |
| 447293 - | 2005 WB48                | 25 novembre 2005  | Spacewatch           |
| 447294 - | 2005 WS62                | 25 novembre 2005  | CSS                  |
| 447295 - | 2005 WQ66                | 22 novembre 2005  | Spacewatch           |
| 447296 - | 2005 WR77                | 25 novembre 2005  | Spacewatch           |
| 447297 - | 2005 WM78                | 25 novembre 2005  | Spacewatch           |
| 447298 - | 2005 WR82                | 25 novembre 2005  | Mt. Lemmon Survey    |
| 447299 - | 2005 WM83                | 25 novembre 2005  | Mt. Lemmon Survey    |
| 447300 - | 2005 WL88                | 28 novembre 2005  | Mt. Lemmon Survey    |

## 447301-447400
| Nome     | Designazione provvisoria | Data di scoperta  | Scopritore        |
| -------- | ------------------------ | ----------------- | ----------------- |
| 447301 - | 2005 WK103               | 27 ottobre 2005   | LONEOS            |
| 447302 - | 2005 WU114               | 28 novembre 2005  | Mt. Lemmon Survey |
| 447303 - | 2005 WR138               | 26 novembre 2005  | Mt. Lemmon Survey |
| 447304 - | 2005 WJ140               | 29 ottobre 2005   | Mt. Lemmon Survey |
| 447305 - | 2005 WA142               | 29 novembre 2005  | Spacewatch        |
| 447306 - | 2005 WR142               | 1º novembre 2005  | Spacewatch        |
| 447307 - | 2005 WR144               | 28 ottobre 2005   | Mt. Lemmon Survey |
| 447308 - | 2005 WX148               | 30 ottobre 2005   | Mt. Lemmon Survey |
| 447309 - | 2005 WS161               | 29 ottobre 2005   | Mt. Lemmon Survey |
| 447310 - | 2005 WE174               | 1º novembre 2005  | Mt. Lemmon Survey |
| 447311 - | 2005 WG175               | 30 novembre 2005  | Spacewatch        |
| 447312 - | 2005 WF177               | 30 novembre 2005  | Spacewatch        |
| 447313 - | 2005 WE189               | 30 novembre 2005  | LINEAR            |
| 447314 - | 2005 XF6                 | 1º dicembre 2005  | NEAT              |
| 447315 - | 2005 XG12                | 30 ottobre 2005   | Mt. Lemmon Survey |
| 447316 - | 2005 XL16                | 1º dicembre 2005  | Mt. Lemmon Survey |
| 447317 - | 2005 XX24                | 2 dicembre 2005   | Mt. Lemmon Survey |
| 447318 - | 2005 XL48                | 2 dicembre 2005   | Mt. Lemmon Survey |
| 447319 - | 2005 XG50                | 2 dicembre 2005   | Spacewatch        |
| 447320 - | 2005 XD51                | 2 dicembre 2005   | Spacewatch        |
| 447321 - | 2005 XP68                | 22 novembre 2005  | Spacewatch        |
| 447322 - | 2005 XD77                | 24 ottobre 2005   | Spacewatch        |
| 447323 - | 2005 XT85                | 2 dicembre 2005   | Spacewatch        |
| 447324 - | 2005 XD86                | 28 novembre 2005  | CSS               |
| 447325 - | 2005 XA105               | 1º dicembre 2005  | Buie, M. W.       |
| 447326 - | 2005 YC3                 | 21 dicembre 2005  | CSS               |
| 447327 - | 2005 YX8                 | 22 dicembre 2005  | Spacewatch        |
| 447328 - | 2005 YP14                | 22 dicembre 2005  | Spacewatch        |
| 447329 - | 2005 YW21                | 24 dicembre 2005  | Spacewatch        |
| 447330 - | 2005 YE22                | 24 dicembre 2005  | Spacewatch        |
| 447331 - | 2005 YF25                | 24 dicembre 2005  | Spacewatch        |
| 447332 - | 2005 YM28                | 22 dicembre 2005  | Spacewatch        |
| 447333 - | 2005 YE36                | 25 dicembre 2005  | Spacewatch        |
| 447334 - | 2005 YA47                | 25 dicembre 2005  | Spacewatch        |
| 447335 - | 2005 YR49                | 24 dicembre 2005  | LINEAR            |
| 447336 - | 2005 YF70                | 26 dicembre 2005  | Spacewatch        |
| 447337 - | 2005 YZ83                | 24 dicembre 2005  | Spacewatch        |
| 447338 - | 2005 YO88                | 25 dicembre 2005  | Mt. Lemmon Survey |
| 447339 - | 2005 YK95                | 25 dicembre 2005  | Spacewatch        |
| 447340 - | 2005 YN114               | 25 dicembre 2005  | Spacewatch        |
| 447341 - | 2005 YD134               | 26 dicembre 2005  | Spacewatch        |
| 447342 - | 2005 YK148               | 25 dicembre 2005  | Spacewatch        |
| 447343 - | 2005 YQ148               | 25 dicembre 2005  | Spacewatch        |
| 447344 - | 2005 YA149               | 25 dicembre 2005  | Spacewatch        |
| 447345 - | 2005 YO150               | 25 dicembre 2005  | Spacewatch        |
| 447346 - | 2005 YG164               | 30 novembre 2005  | Spacewatch        |
| 447347 - | 2005 YY180               | 22 dicembre 2005  | CSS               |
| 447348 - | 2005 YU188               | 28 dicembre 2005  | Mt. Lemmon Survey |
| 447349 - | 2005 YU190               | 30 ottobre 2005   | Mt. Lemmon Survey |
| 447350 - | 2005 YS191               | 30 dicembre 2005  | Spacewatch        |
| 447351 - | 2005 YL201               | 6 dicembre 2005   | Spacewatch        |
| 447352 - | 2005 YM227               | 25 dicembre 2005  | Spacewatch        |
| 447353 - | 2005 YM235               | 28 dicembre 2005  | Mt. Lemmon Survey |
| 447354 - | 2005 YR239               | 29 dicembre 2005  | Spacewatch        |
| 447355 - | 2005 YG244               | 30 dicembre 2005  | Spacewatch        |
| 447356 - | 2005 YU246               | 30 dicembre 2005  | Mt. Lemmon Survey |
| 447357 - | 2005 YY253               | 26 novembre 2005  | Mt. Lemmon Survey |
| 447358 - | 2005 YR260               | 24 dicembre 2005  | Spacewatch        |
| 447359 - | 2005 YL268               | 25 dicembre 2005  | Mt. Lemmon Survey |
| 447360 - | 2005 YK274               | 30 dicembre 2005  | Mt. Lemmon Survey |
| 447361 - | 2005 YJ281               | 25 dicembre 2005  | Spacewatch        |
| 447362 - | 2006 AK3                 | 6 gennaio 2006    | LINEAR            |
| 447363 - | 2006 AN15                | 5 gennaio 2006    | Mt. Lemmon Survey |
| 447364 - | 2006 AG20                | 30 settembre 2005 | Mt. Lemmon Survey |
| 447365 - | 2006 AV22                | 22 dicembre 2005  | Spacewatch        |
| 447366 - | 2006 AJ23                | 26 dicembre 2005  | Mt. Lemmon Survey |
| 447367 - | 2006 AO34                | 6 gennaio 2006    | CSS               |
| 447368 - | 2006 AU38                | 22 dicembre 2005  | Spacewatch        |
| 447369 - | 2006 AT40                | 7 gennaio 2006    | Mt. Lemmon Survey |
| 447370 - | 2006 AQ44                | 24 dicembre 2005  | Spacewatch        |
| 447371 - | 2006 AM48                | 12 novembre 2005  | Spacewatch        |
| 447372 - | 2006 AS48                | 8 gennaio 2006    | Mt. Lemmon Survey |
| 447373 - | 2006 AW50                | 25 novembre 2005  | Mt. Lemmon Survey |
| 447374 - | 2006 AP53                | 5 gennaio 2006    | Spacewatch        |
| 447375 - | 2006 AY55                | 6 gennaio 2006    | Mt. Lemmon Survey |
| 447376 - | 2006 AM56                | 7 gennaio 2006    | Mt. Lemmon Survey |
| 447377 - | 2006 AB67                | 9 gennaio 2006    | Spacewatch        |
| 447378 - | 2006 AR81                | 6 gennaio 2006    | LONEOS            |
| 447379 - | 2006 AQ85                | 7 gennaio 2006    | LINEAR            |
| 447380 - | 2006 AD89                | 5 gennaio 2006    | Mt. Lemmon Survey |
| 447381 - | 2006 AB95                | 9 gennaio 2006    | Spacewatch        |
| 447382 - | 2006 BX9                 | 20 gennaio 2006   | Spacewatch        |
| 447383 - | 2006 BB17                | 26 novembre 2005  | Mt. Lemmon Survey |
| 447384 - | 2006 BX20                | 22 gennaio 2006   | Mt. Lemmon Survey |
| 447385 - | 2006 BY31                | 4 novembre 2005   | Spacewatch        |
| 447386 - | 2006 BB40                | 20 gennaio 2006   | Spacewatch        |
| 447387 - | 2006 BY43                | 6 gennaio 2006    | CSS               |
| 447388 - | 2006 BV52                | 25 gennaio 2006   | Spacewatch        |
| 447389 - | 2006 BK53                | 25 gennaio 2006   | Spacewatch        |
| 447390 - | 2006 BA62                | 22 gennaio 2006   | CSS               |
| 447391 - | 2006 BU67                | 23 gennaio 2006   | Spacewatch        |
| 447392 - | 2006 BR71                | 23 gennaio 2006   | Spacewatch        |
| 447393 - | 2006 BC72                | 23 gennaio 2006   | Spacewatch        |
| 447394 - | 2006 BX75                | 23 gennaio 2006   | Spacewatch        |
| 447395 - | 2006 BG112               | 25 gennaio 2006   | Spacewatch        |
| 447396 - | 2006 BH112               | 25 gennaio 2006   | Spacewatch        |
| 447397 - | 2006 BK114               | 25 gennaio 2006   | Spacewatch        |
| 447398 - | 2006 BV120               | 26 gennaio 2006   | Spacewatch        |
| 447399 - | 2006 BC121               | 26 gennaio 2006   | Spacewatch        |
| 447400 - | 2006 BX122               | 26 gennaio 2006   | Spacewatch        |

## 447401-447500
| Nome     | Designazione provvisoria | Data di scoperta  | Scopritore                 |
| -------- | ------------------------ | ----------------- | -------------------------- |
| 447401 - | 2006 BS128               | 26 gennaio 2006   | Mt. Lemmon Survey          |
| 447402 - | 2006 BV133               | 26 gennaio 2006   | Mt. Lemmon Survey          |
| 447403 - | 2006 BX136               | 28 gennaio 2006   | Mt. Lemmon Survey          |
| 447404 - | 2006 BT144               | 23 gennaio 2006   | CSS                        |
| 447405 - | 2006 BN151               | 29 gennaio 1995   | Spacewatch                 |
| 447406 - | 2006 BV161               | 26 gennaio 2006   | CSS                        |
| 447407 - | 2006 BW163               | 5 gennaio 2006    | Mt. Lemmon Survey          |
| 447408 - | 2006 BF168               | 26 gennaio 2006   | CSS                        |
| 447409 - | 2006 BE173               | 30 dicembre 2005  | Spacewatch                 |
| 447410 - | 2006 BB177               | 27 gennaio 2006   | Spacewatch                 |
| 447411 - | 2006 BV185               | 5 gennaio 2006    | Mt. Lemmon Survey          |
| 447412 - | 2006 BP192               | 30 gennaio 2006   | Spacewatch                 |
| 447413 - | 2006 BL203               | 25 dicembre 2005  | Mt. Lemmon Survey          |
| 447414 - | 2006 BK207               | 9 gennaio 2006    | Spacewatch                 |
| 447415 - | 2006 BK208               | 31 gennaio 2006   | CSS                        |
| 447416 - | 2006 BD237               | 23 gennaio 2006   | Spacewatch                 |
| 447417 - | 2006 BX238               | 31 gennaio 2006   | Mt. Lemmon Survey          |
| 447418 - | 2006 BG256               | 23 gennaio 2006   | Spacewatch                 |
| 447419 - | 2006 BD257               | 31 gennaio 2006   | Spacewatch                 |
| 447420 - | 2006 BR278               | 26 gennaio 2006   | Spacewatch                 |
| 447421 - | 2006 BC280               | 23 gennaio 2006   | Spacewatch                 |
| 447422 - | 2006 CC24                | 2 febbraio 2006   | Spacewatch                 |
| 447423 - | 2006 CX39                | 7 gennaio 2006    | Mt. Lemmon Survey          |
| 447424 - | 2006 CW48                | 3 febbraio 2006   | Spacewatch                 |
| 447425 - | 2006 CZ48                | 23 gennaio 2006   | Mt. Lemmon Survey          |
| 447426 - | 2006 CD59                | 6 febbraio 2006   | Mt. Lemmon Survey          |
| 447427 - | 2006 CB62                | 7 febbraio 2006   | LINEAR                     |
| 447428 - | 2006 DH                  | 17 febbraio 2006  | Birtwhistle, P.            |
| 447429 - | 2006 DS16                | 23 gennaio 2006   | Spacewatch                 |
| 447430 - | 2006 DT31                | 20 febbraio 2006  | Mt. Lemmon Survey          |
| 447431 - | 2006 DE42                | 20 febbraio 2006  | Spacewatch                 |
| 447432 - | 2006 DV105               | 25 febbraio 2006  | Mt. Lemmon Survey          |
| 447433 - | 2006 DZ116               | 27 febbraio 2006  | CSS                        |
| 447434 - | 2006 DJ148               | 25 febbraio 2006  | Spacewatch                 |
| 447435 - | 2006 DH163               | 27 febbraio 2006  | Mt. Lemmon Survey          |
| 447436 - | 2006 DP182               | 27 febbraio 2006  | Mt. Lemmon Survey          |
| 447437 - | 2006 DM184               | 27 febbraio 2006  | Mt. Lemmon Survey          |
| 447438 - | 2006 DF190               | 27 febbraio 2006  | Spacewatch                 |
| 447439 - | 2006 DX204               | 27 febbraio 2006  | CSS                        |
| 447440 - | 2006 DY209               | 20 febbraio 2006  | Spacewatch                 |
| 447441 - | 2006 DB214               | 27 febbraio 2006  | CSS                        |
| 447442 - | 2006 DZ216               | 21 febbraio 2006  | Mt. Lemmon Survey          |
| 447443 - | 2006 ET6                 | 2 marzo 2006      | Spacewatch                 |
| 447444 - | 2006 EJ9                 | 2 marzo 2006      | Spacewatch                 |
| 447445 - | 2006 EL12                | 26 gennaio 2006   | Mt. Lemmon Survey          |
| 447446 - | 2006 EC32                | 3 marzo 2006      | Mt. Lemmon Survey          |
| 447447 - | 2006 EF36                | 24 febbraio 2006  | Spacewatch                 |
| 447448 - | 2006 EE37                | 3 marzo 2006      | Mt. Lemmon Survey          |
| 447449 - | 2006 ED72                | 9 marzo 2006      | Spacewatch                 |
| 447450 - | 2006 FZ44                | 24 marzo 2006     | Mt. Lemmon Survey          |
| 447451 - | 2006 GV1                 | 2 aprile 2006     | Mt. Lemmon Survey          |
| 447452 - | 2006 GE32                | 6 aprile 2006     | Spacewatch                 |
| 447453 - | 2006 HS12                | 19 aprile 2006    | Mt. Lemmon Survey          |
| 447454 - | 2006 HQ69                | 24 aprile 2006    | Spacewatch                 |
| 447455 - | 2006 HJ101               | 30 aprile 2006    | Spacewatch                 |
| 447456 - | 2006 HN153               | 24 aprile 2006    | Spacewatch                 |
| 447457 - | 2006 JQ22                | 2 maggio 2006     | Spacewatch                 |
| 447458 - | 2006 JB29                | 3 maggio 2006     | Spacewatch                 |
| 447459 - | 2006 JK38                | 6 maggio 2006     | Spacewatch                 |
| 447460 - | 2006 JH55                | 9 maggio 2006     | Mt. Lemmon Survey          |
| 447461 - | 2006 JS57                | 8 maggio 2006     | Mt. Lemmon Survey          |
| 447462 - | 2006 KO95                | 9 maggio 2006     | Mt. Lemmon Survey          |
| 447463 - | 2006 MU4                 | 2 giugno 2006     | Spacewatch                 |
| 447464 - | 2006 NU                  | 1º luglio 2006    | Elst, E. W., Debehogne, H. |
| 447465 - | 2006 PH15                | 15 agosto 2006    | NEAT                       |
| 447466 - | 2006 QJ4                 | 18 agosto 2006    | Spacewatch                 |
| 447467 - | 2006 QF5                 | 19 agosto 2006    | Spacewatch                 |
| 447468 - | 2006 QK5                 | 19 agosto 2006    | Spacewatch                 |
| 447469 - | 2006 QC25                | 18 agosto 2006    | LONEOS                     |
| 447470 - | 2006 QE38                | 16 agosto 2006    | Siding Spring Survey       |
| 447471 - | 2006 QF38                | 16 agosto 2006    | Siding Spring Survey       |
| 447472 - | 2006 QQ68                | 21 agosto 2006    | Spacewatch                 |
| 447473 - | 2006 QN102               | 19 agosto 2006    | Spacewatch                 |
| 447474 - | 2006 QB114               | 25 agosto 2006    | Lin, C.-S., Ye, Q.-z.      |
| 447475 - | 2006 QL114               | 27 agosto 2006    | LONEOS                     |
| 447476 - | 2006 QH119               | 28 agosto 2006    | CSS                        |
| 447477 - | 2006 QG123               | 29 agosto 2006    | CSS                        |
| 447478 - | 2006 QL166               | 29 agosto 2006    | LONEOS                     |
| 447479 - | 2006 QD167               | 30 agosto 2006    | LONEOS                     |
| 447480 - | 2006 QA184               | 18 agosto 2006    | Spacewatch                 |
| 447481 - | 2006 QC184               | 27 agosto 2006    | Spacewatch                 |
| 447482 - | 2006 RL20                | 31 agosto 2006    | LINEAR                     |
| 447483 - | 2006 RV31                | 15 settembre 2006 | Spacewatch                 |
| 447484 - | 2006 RU32                | 15 settembre 2006 | Spacewatch                 |
| 447485 - | 2006 RV32                | 30 agosto 2006    | LONEOS                     |
| 447486 - | 2006 RM45                | 14 settembre 2006 | Spacewatch                 |
| 447487 - | 2006 RY48                | 14 settembre 2006 | Spacewatch                 |
| 447488 - | 2006 RR49                | 14 settembre 2006 | Spacewatch                 |
| 447489 - | 2006 RY50                | 14 settembre 2006 | Spacewatch                 |
| 447490 - | 2006 RN51                | 14 settembre 2006 | Spacewatch                 |
| 447491 - | 2006 RX51                | 14 settembre 2006 | Spacewatch                 |
| 447492 - | 2006 RC61                | 15 settembre 2006 | Tucker, R. A.              |
| 447493 - | 2006 RG71                | 15 settembre 2006 | Spacewatch                 |
| 447494 - | 2006 RK71                | 15 settembre 2006 | Spacewatch                 |
| 447495 - | 2006 RO74                | 15 settembre 2006 | Spacewatch                 |
| 447496 - | 2006 RO80                | 15 settembre 2006 | Spacewatch                 |
| 447497 - | 2006 RS80                | 22 luglio 2006    | Mt. Lemmon Survey          |
| 447498 - | 2006 RZ82                | 15 settembre 2006 | Spacewatch                 |
| 447499 - | 2006 RQ89                | 15 settembre 2006 | Spacewatch                 |
| 447500 - | 2006 RF97                | 15 settembre 2006 | Spacewatch                 |

## 447501-447600
| Nome     | Designazione provvisoria | Data di scoperta  | Scopritore        |
| -------- | ------------------------ | ----------------- | ----------------- |
| 447501 - | 2006 RL101               | 14 settembre 2006 | CSS               |
| 447502 - | 2006 RV121               | 15 settembre 2006 | Spacewatch        |
| 447503 - | 2006 SB14                | 17 settembre 2006 | Spacewatch        |
| 447504 - | 2006 SH15                | 17 settembre 2006 | CSS               |
| 447505 - | 2006 SH16                | 17 settembre 2006 | CSS               |
| 447506 - | 2006 SJ41                | 18 settembre 2006 | CSS               |
| 447507 - | 2006 SK49                | 19 settembre 2006 | LONEOS            |
| 447508 - | 2006 SQ53                | 16 settembre 2006 | CSS               |
| 447509 - | 2006 SK54                | 17 settembre 2006 | CSS               |
| 447510 - | 2006 SK62                | 18 settembre 2006 | LONEOS            |
| 447511 - | 2006 SV62                | 18 settembre 2006 | CSS               |
| 447512 - | 2006 SR74                | 19 settembre 2006 | Spacewatch        |
| 447513 - | 2006 SW78                | 16 settembre 2006 | CSS               |
| 447514 - | 2006 SC79                | 17 settembre 2006 | CSS               |
| 447515 - | 2006 SK79                | 17 settembre 2006 | Spacewatch        |
| 447516 - | 2006 SX92                | 18 settembre 2006 | Spacewatch        |
| 447517 - | 2006 SK96                | 18 settembre 2006 | Spacewatch        |
| 447518 - | 2006 SW107               | 21 luglio 2006    | Mt. Lemmon Survey |
| 447519 - | 2006 SK110               | 28 agosto 2006    | LONEOS            |
| 447520 - | 2006 SD118               | 18 settembre 2006 | Spacewatch        |
| 447521 - | 2006 SB124               | 19 settembre 2006 | CSS               |
| 447522 - | 2006 SH125               | 21 agosto 2006    | Spacewatch        |
| 447523 - | 2006 SS126               | 28 agosto 2006    | LONEOS            |
| 447524 - | 2006 SL127               | 31 dicembre 2002  | LINEAR            |
| 447525 - | 2006 SY128               | 17 settembre 2006 | CSS               |
| 447526 - | 2006 SF139               | 21 settembre 2006 | LONEOS            |
| 447527 - | 2006 SC141               | 25 settembre 2006 | LONEOS            |
| 447528 - | 2006 SS159               | 23 settembre 2006 | Spacewatch        |
| 447529 - | 2006 SE165               | 25 settembre 2006 | Spacewatch        |
| 447530 - | 2006 SC170               | 25 settembre 2006 | Spacewatch        |
| 447531 - | 2006 SP174               | 25 settembre 2006 | Mt. Lemmon Survey |
| 447532 - | 2006 SG200               | 21 luglio 2006    | Mt. Lemmon Survey |
| 447533 - | 2006 SW216               | 27 settembre 2006 | Mt. Lemmon Survey |
| 447534 - | 2006 SP227               | 26 settembre 2006 | Spacewatch        |
| 447535 - | 2006 SM230               | 26 settembre 2006 | Spacewatch        |
| 447536 - | 2006 SZ232               | 26 settembre 2006 | Spacewatch        |
| 447537 - | 2006 SC240               | 18 settembre 2006 | Spacewatch        |
| 447538 - | 2006 SE245               | 18 settembre 2006 | Spacewatch        |
| 447539 - | 2006 SD252               | 26 settembre 2006 | Spacewatch        |
| 447540 - | 2006 SJ253               | 18 settembre 2006 | Spacewatch        |
| 447541 - | 2006 SG260               | 26 settembre 2006 | Spacewatch        |
| 447542 - | 2006 SQ262               | 26 settembre 2006 | Mt. Lemmon Survey |
| 447543 - | 2006 SS262               | 26 settembre 2006 | Mt. Lemmon Survey |
| 447544 - | 2006 SS286               | 21 settembre 2006 | LONEOS            |
| 447545 - | 2006 SK287               | 22 settembre 2006 | LONEOS            |
| 447546 - | 2006 SH289               | 26 settembre 2006 | CSS               |
| 447547 - | 2006 SE292               | 18 settembre 2006 | Spacewatch        |
| 447548 - | 2006 SO292               | 25 settembre 2006 | Spacewatch        |
| 447549 - | 2006 SY299               | 26 settembre 2006 | Mt. Lemmon Survey |
| 447550 - | 2006 SL307               | 17 settembre 2006 | Spacewatch        |
| 447551 - | 2006 SC317               | 23 marzo 2004     | Spacewatch        |
| 447552 - | 2006 SQ328               | 27 settembre 2006 | Spacewatch        |
| 447553 - | 2006 SP329               | 27 settembre 2006 | Spacewatch        |
| 447554 - | 2006 SL331               | 28 settembre 2006 | Spacewatch        |
| 447555 - | 2006 SP362               | 30 settembre 2006 | Mt. Lemmon Survey |
| 447556 - | 2006 ST378               | 18 settembre 2006 | Becker, A. C.     |
| 447557 - | 2006 SX384               | 29 settembre 2006 | Becker, A. C.     |
| 447558 - | 2006 SO394               | 14 settembre 2006 | Spacewatch        |
| 447559 - | 2006 SS396               | 18 settembre 2006 | Spacewatch        |
| 447560 - | 2006 SU399               | 18 settembre 2006 | Spacewatch        |
| 447561 - | 2006 SK413               | 26 settembre 2006 | CSS               |
| 447562 - | 2006 TM                  | 2 ottobre 2006    | CSS               |
| 447563 - | 2006 TG3                 | 2 ottobre 2006    | Mt. Lemmon Survey |
| 447564 - | 2006 TS16                | 11 ottobre 2006   | Spacewatch        |
| 447565 - | 2006 TJ19                | 28 settembre 2006 | Mt. Lemmon Survey |
| 447566 - | 2006 TJ25                | 12 ottobre 2006   | Spacewatch        |
| 447567 - | 2006 TU29                | 12 ottobre 2006   | Spacewatch        |
| 447568 - | 2006 TO33                | 12 ottobre 2006   | Spacewatch        |
| 447569 - | 2006 TJ59                | 2 ottobre 2006    | Mt. Lemmon Survey |
| 447570 - | 2006 TM65                | 27 settembre 2006 | CSS               |
| 447571 - | 2006 TP65                | 16 settembre 2006 | CSS               |
| 447572 - | 2006 TN66                | 11 ottobre 2006   | NEAT              |
| 447573 - | 2006 TO68                | 17 settembre 2006 | Spacewatch        |
| 447574 - | 2006 TF69                | 11 ottobre 2006   | NEAT              |
| 447575 - | 2006 TH84                | 13 ottobre 2006   | Spacewatch        |
| 447576 - | 2006 TQ88                | 13 ottobre 2006   | Spacewatch        |
| 447577 - | 2006 TD93                | 20 settembre 2006 | LONEOS            |
| 447578 - | 2006 TS100               | 15 ottobre 2006   | Spacewatch        |
| 447579 - | 2006 TE102               | 15 ottobre 2006   | Spacewatch        |
| 447580 - | 2006 TN106               | 15 ottobre 2006   | CSS               |
| 447581 - | 2006 TO118               | 3 ottobre 2006    | Becker, A. C.     |
| 447582 - | 2006 TY118               | 3 ottobre 2006    | Becker, A. C.     |
| 447583 - | 2006 TQ121               | 2 ottobre 2006    | Mt. Lemmon Survey |
| 447584 - | 2006 TO123               | 2 ottobre 2006    | Mt. Lemmon Survey |
| 447585 - | 2006 UH21                | 16 ottobre 2006   | Spacewatch        |
| 447586 - | 2006 UU25                | 16 ottobre 2006   | Spacewatch        |
| 447587 - | 2006 UQ26                | 16 ottobre 2006   | Spacewatch        |
| 447588 - | 2006 UA43                | 16 ottobre 2006   | Spacewatch        |
| 447589 - | 2006 UN43                | 12 ottobre 2006   | Spacewatch        |
| 447590 - | 2006 UW43                | 16 ottobre 2006   | Spacewatch        |
| 447591 - | 2006 UF44                | 16 ottobre 2006   | Spacewatch        |
| 447592 - | 2006 UC51                | 17 ottobre 2006   | Mt. Lemmon Survey |
| 447593 - | 2006 UK56                | 18 ottobre 2006   | Spacewatch        |
| 447594 - | 2006 UM62                | 16 aprile 2005    | Spacewatch        |
| 447595 - | 2006 UL67                | 16 ottobre 2006   | CSS               |
| 447596 - | 2006 UW74                | 17 ottobre 2006   | Spacewatch        |
| 447597 - | 2006 UG78                | 28 settembre 2006 | Mt. Lemmon Survey |
| 447598 - | 2006 UG85                | 17 ottobre 2006   | Spacewatch        |
| 447599 - | 2006 UL85                | 17 ottobre 2006   | Mt. Lemmon Survey |
| 447600 - | 2006 UY98                | 2 ottobre 2006    | Mt. Lemmon Survey |

## 447601-447700
| Nome            | Designazione provvisoria | Data di scoperta  | Scopritore        |
| --------------- | ------------------------ | ----------------- | ----------------- |
| 447601 -        | 2006 UN109               | 19 ottobre 2006   | Spacewatch        |
| 447602 -        | 2006 UM111               | 27 settembre 2006 | CSS               |
| 447603 -        | 2006 UF115               | 18 settembre 2006 | Spacewatch        |
| 447604 -        | 2006 UO116               | 25 settembre 2006 | Spacewatch        |
| 447605 -        | 2006 UO123               | 19 ottobre 2006   | Spacewatch        |
| 447606 -        | 2006 US123               | 2 ottobre 2006    | Spacewatch        |
| 447607 -        | 2006 UV125               | 19 ottobre 2006   | Spacewatch        |
| 447608 -        | 2006 UX127               | 19 ottobre 2006   | Spacewatch        |
| 447609 -        | 2006 UO132               | 27 settembre 2006 | Mt. Lemmon Survey |
| 447610 -        | 2006 UW132               | 30 settembre 2006 | Mt. Lemmon Survey |
| 447611 -        | 2006 UD139               | 4 ottobre 2006    | Mt. Lemmon Survey |
| 447612 -        | 2006 UH140               | 19 ottobre 2006   | Spacewatch        |
| 447613 -        | 2006 UQ141               | 19 ottobre 2006   | Spacewatch        |
| 447614 -        | 2006 UN142               | 4 ottobre 2006    | Mt. Lemmon Survey |
| 447615 -        | 2006 UV148               | 20 ottobre 2006   | Spacewatch        |
| 447616 -        | 2006 UO149               | 2 ottobre 2006    | Spacewatch        |
| 447617 -        | 2006 UP161               | 2 ottobre 2006    | Mt. Lemmon Survey |
| 447618 -        | 2006 UF162               | 21 ottobre 2006   | Mt. Lemmon Survey |
| 447619 -        | 2006 UY176               | 16 ottobre 2006   | CSS               |
| 447620 -        | 2006 UR188               | 17 settembre 2006 | CSS               |
| 447621 -        | 2006 UE200               | 21 ottobre 2006   | CSS               |
| 447622 -        | 2006 UX213               | 23 ottobre 2006   | Spacewatch        |
| 447623 -        | 2006 UE216               | 27 ottobre 2006   | Mt. Lemmon Survey |
| 447624 -        | 2006 UM218               | 2 ottobre 2006    | Mt. Lemmon Survey |
| 447625 -        | 2006 UP224               | 19 ottobre 2006   | CSS               |
| 447626 -        | 2006 UO234               | 17 ottobre 2006   | CSS               |
| 447627 -        | 2006 UZ242               | 27 ottobre 2006   | Mt. Lemmon Survey |
| 447628 -        | 2006 UX250               | 27 ottobre 2006   | Mt. Lemmon Survey |
| 447629 -        | 2006 US260               | 28 ottobre 2006   | Mt. Lemmon Survey |
| 447630 -        | 2006 UJ263               | 30 settembre 2006 | Mt. Lemmon Survey |
| 447631 -        | 2006 UM265               | 27 ottobre 2006   | Mt. Lemmon Survey |
| 447632 -        | 2006 UW279               | 28 ottobre 2006   | Mt. Lemmon Survey |
| 447633 -        | 2006 UY346               | 31 ottobre 2006   | Mt. Lemmon Survey |
| 447634 -        | 2006 UJ359               | 21 ottobre 2006   | Mt. Lemmon Survey |
| 447635 -        | 2006 VL3                 | 9 novembre 2006   | Spacewatch        |
| 447636 -        | 2006 VL9                 | 11 novembre 2006  | CSS               |
| 447637 -        | 2006 VN14                | 9 novembre 2006   | Spacewatch        |
| 447638 -        | 2006 VR15                | 9 novembre 2006   | Spacewatch        |
| 447639 -        | 2006 VV17                | 13 ottobre 2006   | Spacewatch        |
| 447640 -        | 2006 VO28                | 10 novembre 2006  | Spacewatch        |
| 447641 -        | 2006 VQ49                | 28 settembre 2006 | Mt. Lemmon Survey |
| 447642 -        | 2006 VK54                | 19 ottobre 2006   | Mt. Lemmon Survey |
| 447643 -        | 2006 VY58                | 22 ottobre 2006   | Mt. Lemmon Survey |
| 447644 -        | 2006 VK61                | 13 ottobre 2001   | Spacewatch        |
| 447645 -        | 2006 VY62                | 21 ottobre 2006   | Mt. Lemmon Survey |
| 447646 -        | 2006 VN63                | 19 ottobre 2006   | Mt. Lemmon Survey |
| 447647 -        | 2006 VE69                | 11 novembre 2006  | CSS               |
| 447648 -        | 2006 VZ70                | 11 novembre 2006  | Spacewatch        |
| 447649 -        | 2006 VX76                | 12 novembre 2006  | Mt. Lemmon Survey |
| 447650 -        | 2006 VS82                | 13 novembre 2006  | Spacewatch        |
| 447651 -        | 2006 VS85                | 14 novembre 2006  | Spacewatch        |
| 447652 -        | 2006 VT92                | 15 novembre 2006  | Spacewatch        |
| 447653 -        | 2006 VE131               | 31 ottobre 2006   | Mt. Lemmon Survey |
| 447654 -        | 2006 VB150               | 16 ottobre 2006   | CSS               |
| 447655 -        | 2006 WA                  | 16 novembre 2006  | Spacewatch        |
| 447656 -        | 2006 WZ8                 | 16 novembre 2006  | Spacewatch        |
| 447657 -        | 2006 WO10                | 19 settembre 2006 | CSS               |
| 447658 -        | 2006 WX15                | 17 novembre 2006  | Spacewatch        |
| 447659 -        | 2006 WN17                | 17 novembre 2006  | Mt. Lemmon Survey |
| 447660 -        | 2006 WK37                | 23 ottobre 2006   | Mt. Lemmon Survey |
| 447661 -        | 2006 WA53                | 20 ottobre 2006   | CSS               |
| 447662 -        | 2006 WL57                | 30 settembre 2006 | Spacewatch        |
| 447663 -        | 2006 WG83                | 27 settembre 2006 | Mt. Lemmon Survey |
| 447664 -        | 2006 WY93                | 19 novembre 2006  | Spacewatch        |
| 447665 -        | 2006 WR94                | 19 novembre 2006  | Spacewatch        |
| 447666 -        | 2006 WD174               | 23 novembre 2006  | Spacewatch        |
| 447667 -        | 2006 WC185               | 13 ottobre 2006   | Spacewatch        |
| 447668 -        | 2006 WH200               | 19 novembre 2006  | Spacewatch        |
| 447669 -        | 2006 WU205               | 27 novembre 2006  | Spacewatch        |
| 447670 -        | 2006 XZ12                | 1º dicembre 2006  | Mt. Lemmon Survey |
| 447671 -        | 2006 XD13                | 10 dicembre 2006  | Spacewatch        |
| 447672 -        | 2006 XO24                | 22 ottobre 2006   | CSS               |
| 447673 -        | 2006 XL39                | 12 dicembre 2006  | Spacewatch        |
| 447674 -        | 2006 XA41                | 25 novembre 2006  | Spacewatch        |
| 447675 -        | 2006 XA64                | 13 novembre 2006  | CSS               |
| 447676 -        | 2006 XQ72                | 13 dicembre 2006  | Spacewatch        |
| 447677 -        | 2006 YU9                 | 21 dicembre 2006  | Spacewatch        |
| 447678 -        | 2006 YX10                | 18 novembre 2006  | Mt. Lemmon Survey |
| 447679 -        | 2006 YC17                | 27 novembre 2006  | Mt. Lemmon Survey |
| 447680 -        | 2006 YW34                | 21 dicembre 2006  | Spacewatch        |
| 447681 -        | 2006 YX38                | 21 dicembre 2006  | Spacewatch        |
| 447682 Rambaldi | 2007 AA20                | 15 gennaio 2007   | Casulli, V. S.    |
| 447683 -        | 2007 BB4                 | 13 dicembre 2006  | Mt. Lemmon Survey |
| 447684 -        | 2007 BA11                | 17 gennaio 2007   | Spacewatch        |
| 447685 -        | 2007 BD11                | 17 gennaio 2007   | Spacewatch        |
| 447686 -        | 2007 BX22                | 24 gennaio 2007   | Mt. Lemmon Survey |
| 447687 -        | 2007 BE36                | 24 gennaio 2007   | Mt. Lemmon Survey |
| 447688 -        | 2007 BX39                | 24 gennaio 2007   | Mt. Lemmon Survey |
| 447689 -        | 2007 BP79                | 28 gennaio 2007   | Mt. Lemmon Survey |
| 447690 -        | 2007 CN23                | 7 febbraio 2007   | Mt. Lemmon Survey |
| 447691 -        | 2007 CH28                | 6 febbraio 2007   | Spacewatch        |
| 447692 -        | 2007 CX40                | 7 febbraio 2007   | Spacewatch        |
| 447693 -        | 2007 CA48                | 10 febbraio 2007  | Mt. Lemmon Survey |
| 447694 -        | 2007 CH50                | 1º novembre 2006  | Spacewatch        |
| 447695 -        | 2007 DO6                 | 17 febbraio 2007  | Mt. Lemmon Survey |
| 447696 -        | 2007 DB9                 | 27 gennaio 2007   | Mt. Lemmon Survey |
| 447697 -        | 2007 DV18                | 28 gennaio 2007   | Mt. Lemmon Survey |
| 447698 -        | 2007 DN21                | 28 gennaio 2007   | Mt. Lemmon Survey |
| 447699 -        | 2007 DQ55                | 21 febbraio 2007  | Spacewatch        |
| 447700 -        | 2007 DS59                | 28 gennaio 2007   | Mt. Lemmon Survey |

## 447701-447800
| Nome     | Designazione provvisoria | Data di scoperta  | Scopritore              |
| -------- | ------------------------ | ----------------- | ----------------------- |
| 447701 - | 2007 DY63                | 28 gennaio 2007   | Mt. Lemmon Survey       |
| 447702 - | 2007 DX88                | 23 febbraio 2007  | Spacewatch              |
| 447703 - | 2007 EH11                | 9 marzo 2007      | Spacewatch              |
| 447704 - | 2007 EP42                | 9 marzo 2007      | Spacewatch              |
| 447705 - | 2007 EX45                | 9 marzo 2007      | Mt. Lemmon Survey       |
| 447706 - | 2007 EN60                | 25 febbraio 2007  | Spacewatch              |
| 447707 - | 2007 EN78                | 10 marzo 2007     | Mt. Lemmon Survey       |
| 447708 - | 2007 ED79                | 10 marzo 2007     | Spacewatch              |
| 447709 - | 2007 EE81                | 11 marzo 2007     | Spacewatch              |
| 447710 - | 2007 EX114               | 13 marzo 2007     | Mt. Lemmon Survey       |
| 447711 - | 2007 EA120               | 13 marzo 2007     | Mt. Lemmon Survey       |
| 447712 - | 2007 EN130               | 9 marzo 2007      | Mt. Lemmon Survey       |
| 447713 - | 2007 EW132               | 21 febbraio 2007  | Spacewatch              |
| 447714 - | 2007 EY132               | 9 marzo 2007      | Mt. Lemmon Survey       |
| 447715 - | 2007 EM133               | 9 marzo 2007      | Mt. Lemmon Survey       |
| 447716 - | 2007 EX135               | 10 marzo 2007     | Mt. Lemmon Survey       |
| 447717 - | 2007 EL146               | 26 febbraio 2007  | Mt. Lemmon Survey       |
| 447718 - | 2007 EX150               | 12 marzo 2007     | Mt. Lemmon Survey       |
| 447719 - | 2007 EU151               | 27 dicembre 2006  | Mt. Lemmon Survey       |
| 447720 - | 2007 EP154               | 12 marzo 2007     | Spacewatch              |
| 447721 - | 2007 ET165               | 15 marzo 2007     | Mt. Lemmon Survey       |
| 447722 - | 2007 EX165               | 6 febbraio 2007   | Spacewatch              |
| 447723 - | 2007 EN168               | 13 marzo 2007     | Spacewatch              |
| 447724 - | 2007 EN183               | 21 febbraio 2007  | Spacewatch              |
| 447725 - | 2007 ET192               | 14 marzo 2007     | Spacewatch              |
| 447726 - | 2007 EX195               | 15 marzo 2007     | Mt. Lemmon Survey       |
| 447727 - | 2007 EB200               | 11 marzo 2007     | Spacewatch              |
| 447728 - | 2007 EM208               | 14 marzo 2007     | Mt. Lemmon Survey       |
| 447729 - | 2007 EH209               | 23 febbraio 2007  | Mt. Lemmon Survey       |
| 447730 - | 2007 EA217               | 25 febbraio 2007  | Mt. Lemmon Survey       |
| 447731 - | 2007 EF217               | 10 marzo 2007     | Mt. Lemmon Survey       |
| 447732 - | 2007 EC219               | 13 marzo 2007     | Spacewatch              |
| 447733 - | 2007 FR7                 | 23 febbraio 2007  | Mt. Lemmon Survey       |
| 447734 - | 2007 FU17                | 20 marzo 2007     | CSS                     |
| 447735 - | 2007 FN24                | 20 marzo 2007     | Mt. Lemmon Survey       |
| 447736 - | 2007 FP40                | 20 marzo 2007     | Mt. Lemmon Survey       |
| 447737 - | 2007 FK46                | 26 marzo 2007     | Mt. Lemmon Survey       |
| 447738 - | 2007 GG8                 | 10 marzo 2007     | Spacewatch              |
| 447739 - | 2007 GM25                | 13 aprile 2007    | Siding Spring Survey    |
| 447740 - | 2007 GZ25                | 16 marzo 2007     | Spacewatch              |
| 447741 - | 2007 GH32                | 20 marzo 2007     | CSS                     |
| 447742 - | 2007 GL38                | 14 aprile 2007    | Spacewatch              |
| 447743 - | 2007 GR64                | 12 ottobre 1998   | Spacewatch              |
| 447744 - | 2007 GX69                | 7 aprile 2007     | Mt. Lemmon Survey       |
| 447745 - | 2007 HZ6                 | 16 aprile 2007    | LONEOS                  |
| 447746 - | 2007 HG17                | 16 aprile 2007    | CSS                     |
| 447747 - | 2007 HT20                | 18 aprile 2007    | Spacewatch              |
| 447748 - | 2007 HT35                | 11 aprile 2007    | Mt. Lemmon Survey       |
| 447749 - | 2007 HU37                | 20 aprile 2007    | Spacewatch              |
| 447750 - | 2007 HS47                | 17 settembre 2004 | Spacewatch              |
| 447751 - | 2007 HS67                | 23 aprile 2007    | Spacewatch              |
| 447752 - | 2007 HA71                | 6 gennaio 2006    | CSS                     |
| 447753 - | 2007 HL81                | 13 marzo 2007     | Mt. Lemmon Survey       |
| 447754 - | 2007 HA95                | 19 aprile 2007    | Mt. Lemmon Survey       |
| 447755 - | 2007 JX2                 | 9 maggio 2007     | CSS                     |
| 447756 - | 2007 JZ3                 | 16 marzo 2007     | Mt. Lemmon Survey       |
| 447757 - | 2007 JA8                 | 18 aprile 2007    | Mt. Lemmon Survey       |
| 447758 - | 2007 JZ14                | 15 ottobre 2004   | Mt. Lemmon Survey       |
| 447759 - | 2007 JM19                | 26 marzo 2007     | Spacewatch              |
| 447760 - | 2007 JH24                | 9 maggio 2007     | Spacewatch              |
| 447761 - | 2007 JF25                | 9 maggio 2007     | Mt. Lemmon Survey       |
| 447762 - | 2007 JU26                | 9 maggio 2007     | Spacewatch              |
| 447763 - | 2007 LM9                 | 8 giugno 2007     | Spacewatch              |
| 447764 - | 2007 LV10                | 7 maggio 2007     | Spacewatch              |
| 447765 - | 2007 LJ13                | 10 giugno 2007    | Spacewatch              |
| 447766 - | 2007 LE14                | 10 giugno 2007    | Spacewatch              |
| 447767 - | 2007 LG19                | 12 giugno 2007    | Spacewatch              |
| 447768 - | 2007 LP28                | 11 maggio 2007    | Mt. Lemmon Survey       |
| 447769 - | 2007 LE34                | 25 aprile 2007    | Mt. Lemmon Survey       |
| 447770 - | 2007 MU4                 | 9 giugno 2007     | Spacewatch              |
| 447771 - | 2007 PW10                | 10 agosto 2007    | Spacewatch              |
| 447772 - | 2007 PC19                | 9 agosto 2007     | LINEAR                  |
| 447773 - | 2007 PZ45                | 10 agosto 2007    | Spacewatch              |
| 447774 - | 2007 RL13                | 5 settembre 2007  | Sárneczky, K., Kiss, L. |
| 447775 - | 2007 RA83                | 10 settembre 2007 | Mt. Lemmon Survey       |
| 447776 - | 2007 RU92                | 10 settembre 2007 | Mt. Lemmon Survey       |
| 447777 - | 2007 RH93                | 10 settembre 2007 | Mt. Lemmon Survey       |
| 447778 - | 2007 RZ117               | 11 settembre 2007 | Spacewatch              |
| 447779 - | 2007 RP122               | 12 settembre 2007 | Mt. Lemmon Survey       |
| 447780 - | 2007 RZ146               | 11 settembre 2007 | PMO NEO Survey Program  |
| 447781 - | 2007 RV188               | 24 agosto 2007    | Spacewatch              |
| 447782 - | 2007 RA195               | 12 settembre 2007 | Spacewatch              |
| 447783 - | 2007 RC200               | 13 settembre 2007 | Spacewatch              |
| 447784 - | 2007 RE219               | 8 maggio 2002     | Spacewatch              |
| 447785 - | 2007 RQ221               | 14 settembre 2007 | Mt. Lemmon Survey       |
| 447786 - | 2007 RO259               | 14 settembre 2007 | Spacewatch              |
| 447787 - | 2007 RF296               | 14 settembre 2007 | Mt. Lemmon Survey       |
| 447788 - | 2007 RU309               | 15 settembre 2007 | Mt. Lemmon Survey       |
| 447789 - | 2007 RZ316               | 10 settembre 2007 | Spacewatch              |
| 447790 - | 2007 RR317               | 10 settembre 2007 | Mt. Lemmon Survey       |
| 447791 - | 2007 RO324               | 9 settembre 2007  | Mt. Lemmon Survey       |
| 447792 - | 2007 RG325               | 14 settembre 2007 | Mt. Lemmon Survey       |
| 447793 - | 2007 ST17                | 12 settembre 2007 | Mt. Lemmon Survey       |
| 447794 - | 2007 TZ6                 | 6 ottobre 2007    | OAM                     |
| 447795 - | 2007 TH19                | 8 ottobre 2007    | Mt. Lemmon Survey       |
| 447796 - | 2007 TV26                | 4 ottobre 2007    | Spacewatch              |
| 447797 - | 2007 TK47                | 12 settembre 2007 | Spacewatch              |
| 447798 - | 2007 TC56                | 9 settembre 2007  | Mt. Lemmon Survey       |
| 447799 - | 2007 TE59                | 15 settembre 2007 | Mt. Lemmon Survey       |
| 447800 - | 2007 TS78                | 5 ottobre 2007    | Spacewatch              |

## 447801-447900
| Nome     | Designazione provvisoria | Data di scoperta  | Scopritore        |
| -------- | ------------------------ | ----------------- | ----------------- |
| 447801 - | 2007 TV80                | 7 ottobre 2007    | Mt. Lemmon Survey |
| 447802 - | 2007 TK84                | 8 ottobre 2007    | Mt. Lemmon Survey |
| 447803 - | 2007 TT93                | 6 ottobre 2007    | Spacewatch        |
| 447804 - | 2007 TS96                | 8 ottobre 2007    | Mt. Lemmon Survey |
| 447805 - | 2007 TY98                | 8 ottobre 2007    | Mt. Lemmon Survey |
| 447806 - | 2007 TC134               | 7 ottobre 2007    | Mt. Lemmon Survey |
| 447807 - | 2007 TD134               | 7 ottobre 2007    | Mt. Lemmon Survey |
| 447808 - | 2007 TJ145               | 14 settembre 2007 | Mt. Lemmon Survey |
| 447809 - | 2007 TN149               | 8 ottobre 2007    | LINEAR            |
| 447810 - | 2007 TZ152               | 9 ottobre 2007    | LINEAR            |
| 447811 - | 2007 TV156               | 9 ottobre 2007    | LINEAR            |
| 447812 - | 2007 TO193               | 7 ottobre 2007    | Mt. Lemmon Survey |
| 447813 - | 2007 TV210               | 7 ottobre 2007    | Spacewatch        |
| 447814 - | 2007 TP214               | 7 ottobre 2007    | CSS               |
| 447815 - | 2007 TH232               | 18 settembre 2007 | Mt. Lemmon Survey |
| 447816 - | 2007 TJ237               | 9 ottobre 2007    | Mt. Lemmon Survey |
| 447817 - | 2007 TU241               | 15 settembre 2007 | Mt. Lemmon Survey |
| 447818 - | 2007 TL256               | 8 settembre 2007  | Mt. Lemmon Survey |
| 447819 - | 2007 TN259               | 10 ottobre 2007   | Mt. Lemmon Survey |
| 447820 - | 2007 TS260               | 10 ottobre 2007   | Spacewatch        |
| 447821 - | 2007 TW261               | 10 ottobre 2007   | Spacewatch        |
| 447822 - | 2007 TA262               | 10 ottobre 2007   | Spacewatch        |
| 447823 - | 2007 TV262               | 10 ottobre 2007   | Spacewatch        |
| 447824 - | 2007 TO301               | 4 ottobre 2007    | Spacewatch        |
| 447825 - | 2007 TH332               | 11 ottobre 2007   | Spacewatch        |
| 447826 - | 2007 TU334               | 11 ottobre 2007   | Spacewatch        |
| 447827 - | 2007 TW334               | 11 ottobre 2007   | Spacewatch        |
| 447828 - | 2007 TL346               | 13 ottobre 2007   | Mt. Lemmon Survey |
| 447829 - | 2007 TV373               | 10 settembre 2007 | Mt. Lemmon Survey |
| 447830 - | 2007 TP379               | 13 ottobre 2007   | CSS               |
| 447831 - | 2007 TN388               | 21 ottobre 2003   | Spacewatch        |
| 447832 - | 2007 TS404               | 15 ottobre 2007   | Spacewatch        |
| 447833 - | 2007 TJ405               | 15 ottobre 2007   | Spacewatch        |
| 447834 - | 2007 TF423               | 4 ottobre 2007    | Spacewatch        |
| 447835 - | 2007 TZ449               | 10 ottobre 2007   | Spacewatch        |
| 447836 - | 2007 TQ450               | 12 ottobre 2007   | Mt. Lemmon Survey |
| 447837 - | 2007 UA22                | 16 ottobre 2007   | Spacewatch        |
| 447838 - | 2007 UA29                | 18 ottobre 2007   | Spacewatch        |
| 447839 - | 2007 UP36                | 19 ottobre 2007   | LONEOS            |
| 447840 - | 2007 UL40                | 12 settembre 2007 | Mt. Lemmon Survey |
| 447841 - | 2007 UM46                | 20 ottobre 2007   | CSS               |
| 447842 - | 2007 UT53                | 11 ottobre 2007   | Spacewatch        |
| 447843 - | 2007 UE58                | 10 ottobre 2007   | Spacewatch        |
| 447844 - | 2007 UR60                | 30 ottobre 2007   | Mt. Lemmon Survey |
| 447845 - | 2007 UA72                | 10 ottobre 2007   | Spacewatch        |
| 447846 - | 2007 UF83                | 15 ottobre 2007   | Spacewatch        |
| 447847 - | 2007 US83                | 26 settembre 2007 | Mt. Lemmon Survey |
| 447848 - | 2007 UV113               | 31 ottobre 2007   | Spacewatch        |
| 447849 - | 2007 UG132               | 19 ottobre 2007   | CSS               |
| 447850 - | 2007 UJ137               | 19 ottobre 2007   | LINEAR            |
| 447851 - | 2007 UL138               | 19 ottobre 2007   | CSS               |
| 447852 - | 2007 UA139               | 21 ottobre 2007   | CSS               |
| 447853 - | 2007 UK139               | 24 ottobre 2007   | Mt. Lemmon Survey |
| 447854 - | 2007 UO139               | 24 ottobre 2007   | Mt. Lemmon Survey |
| 447855 - | 2007 VT1                 | 2 novembre 2007   | LINEAR            |
| 447856 - | 2007 VE2                 | 2 novembre 2007   | LINEAR            |
| 447857 - | 2007 VU8                 | 2 novembre 2007   | Spacewatch        |
| 447858 - | 2007 VN9                 | 2 novembre 2007   | CSS               |
| 447859 - | 2007 VM41                | 9 ottobre 2007    | CSS               |
| 447860 - | 2007 VN51                | 1º novembre 2007  | Spacewatch        |
| 447861 - | 2007 VM55                | 1º novembre 2007  | Spacewatch        |
| 447862 - | 2007 VB59                | 16 ottobre 2007   | Mt. Lemmon Survey |
| 447863 - | 2007 VG61                | 1º novembre 2007  | Spacewatch        |
| 447864 - | 2007 VV61                | 14 settembre 2007 | Mt. Lemmon Survey |
| 447865 - | 2007 VL64                | 1º novembre 2007  | Spacewatch        |
| 447866 - | 2007 VC67                | 2 novembre 2007   | Spacewatch        |
| 447867 - | 2007 VS67                | 10 settembre 2007 | Spacewatch        |
| 447868 - | 2007 VA80                | 16 ottobre 2007   | Mt. Lemmon Survey |
| 447869 - | 2007 VP80                | 14 ottobre 2007   | Mt. Lemmon Survey |
| 447870 - | 2007 VX96                | 1º novembre 2007  | Spacewatch        |
| 447871 - | 2007 VT108               | 3 novembre 2007   | Spacewatch        |
| 447872 - | 2007 VA112               | 15 ottobre 2007   | Mt. Lemmon Survey |
| 447873 - | 2007 VS139               | 17 ottobre 2007   | Mt. Lemmon Survey |
| 447874 - | 2007 VX164               | 5 novembre 2007   | Spacewatch        |
| 447875 - | 2007 VQ168               | 5 novembre 2007   | Spacewatch        |
| 447876 - | 2007 VR170               | 7 novembre 2007   | Spacewatch        |
| 447877 - | 2007 VM180               | 12 ottobre 2007   | Spacewatch        |
| 447878 - | 2007 VZ185               | 10 settembre 2007 | Mt. Lemmon Survey |
| 447879 - | 2007 VU202               | 7 novembre 2007   | Mt. Lemmon Survey |
| 447880 - | 2007 VN216               | 9 novembre 2007   | Spacewatch        |
| 447881 - | 2007 VG234               | 4 novembre 2007   | Spacewatch        |
| 447882 - | 2007 VV268               | 12 novembre 2007  | LINEAR            |
| 447883 - | 2007 VL289               | 9 ottobre 2007    | CSS               |
| 447884 - | 2007 VB295               | 15 novembre 2007  | LONEOS            |
| 447885 - | 2007 VE308               | 5 novembre 2007   | Spacewatch        |
| 447886 - | 2007 VN324               | 7 novembre 2007   | Spacewatch        |
| 447887 - | 2007 VU326               | 4 novembre 2007   | Spacewatch        |
| 447888 - | 2007 VJ328               | 8 novembre 2007   | Mt. Lemmon Survey |
| 447889 - | 2007 VN330               | 3 novembre 2007   | Mt. Lemmon Survey |
| 447890 - | 2007 VF334               | 12 novembre 2007  | Mt. Lemmon Survey |
| 447891 - | 2007 VS334               | 14 novembre 2007  | Spacewatch        |
| 447892 - | 2007 WX10                | 17 novembre 2007  | CSS               |
| 447893 - | 2007 WT24                | 18 novembre 2007  | Mt. Lemmon Survey |
| 447894 - | 2007 WS25                | 9 ottobre 2007    | Mt. Lemmon Survey |
| 447895 - | 2007 WG35                | 19 novembre 2007  | Mt. Lemmon Survey |
| 447896 - | 2007 WD39                | 24 agosto 2007    | Spacewatch        |
| 447897 - | 2007 WP49                | 8 novembre 2007   | Spacewatch        |
| 447898 - | 2007 WV58                | 19 novembre 2007  | Spacewatch        |
| 447899 - | 2007 WF61                | 20 novembre 2007  | Mt. Lemmon Survey |
| 447900 - | 2007 XM3                 | 17 ottobre 2007   | Mt. Lemmon Survey |

## 447901-448000
| Nome     | Designazione provvisoria | Data di scoperta | Scopritore             |
| -------- | ------------------------ | ---------------- | ---------------------- |
| 447901 - | 2007 XN5                 | 4 dicembre 2007  | Mt. Lemmon Survey      |
| 447902 - | 2007 XE10                | 13 novembre 2007 | Mt. Lemmon Survey      |
| 447903 - | 2007 XJ20                | 13 dicembre 2007 | LINEAR                 |
| 447904 - | 2007 XL20                | 12 dicembre 2007 | OAM                    |
| 447905 - | 2007 XG26                | 9 novembre 2007  | Mt. Lemmon Survey      |
| 447906 - | 2007 XK35                | 13 dicembre 2007 | LINEAR                 |
| 447907 - | 2007 XX39                | 3 novembre 2007  | Mt. Lemmon Survey      |
| 447908 - | 2007 XG46                | 20 novembre 2007 | CSS                    |
| 447909 - | 2007 XL51                | 4 dicembre 2007  | CSS                    |
| 447910 - | 2007 XV54                | 6 novembre 2007  | Spacewatch             |
| 447911 - | 2007 XE56                | 2 dicembre 2007  | LINEAR                 |
| 447912 - | 2007 YZ9                 | 11 novembre 2007 | Mt. Lemmon Survey      |
| 447913 - | 2007 YZ18                | 16 dicembre 2007 | Spacewatch             |
| 447914 - | 2007 YQ27                | 3 novembre 2007  | Mt. Lemmon Survey      |
| 447915 - | 2007 YB32                | 30 agosto 1998   | Spacewatch             |
| 447916 - | 2007 YG42                | 30 dicembre 2007 | Spacewatch             |
| 447917 - | 2007 YT47                | 30 dicembre 2007 | OAM                    |
| 447918 - | 2007 YN49                | 28 dicembre 2007 | Spacewatch             |
| 447919 - | 2007 YZ52                | 21 agosto 2006   | Spacewatch             |
| 447920 - | 2007 YO58                | 30 dicembre 2007 | CSS                    |
| 447921 - | 2007 YJ65                | 18 dicembre 2007 | Mt. Lemmon Survey      |
| 447922 - | 2007 YX69                | 31 dicembre 2007 | Mt. Lemmon Survey      |
| 447923 - | 2007 YD71                | 16 dicembre 2007 | CSS                    |
| 447924 - | 2007 YP73                | 30 dicembre 2007 | Spacewatch             |
| 447925 - | 2008 AM2                 | 2 novembre 2007  | Mt. Lemmon Survey      |
| 447926 - | 2008 AO4                 | 9 gennaio 2008   | LUSS                   |
| 447927 - | 2008 AV5                 | 10 ottobre 2007  | Mt. Lemmon Survey      |
| 447928 - | 2008 AZ7                 | 30 dicembre 2007 | Mt. Lemmon Survey      |
| 447929 - | 2008 AY20                | 10 gennaio 2008  | Mt. Lemmon Survey      |
| 447930 - | 2008 AS22                | 10 gennaio 2008  | Mt. Lemmon Survey      |
| 447931 - | 2008 AT29                | 18 dicembre 2007 | Mt. Lemmon Survey      |
| 447932 - | 2008 AO38                | 10 gennaio 2008  | Mt. Lemmon Survey      |
| 447933 - | 2008 AN41                | 10 gennaio 2008  | CSS                    |
| 447934 - | 2008 AZ44                | 31 dicembre 2007 | Mt. Lemmon Survey      |
| 447935 - | 2008 AQ52                | 11 gennaio 2008  | Spacewatch             |
| 447936 - | 2008 AL58                | 11 gennaio 2008  | Spacewatch             |
| 447937 - | 2008 AV61                | 11 gennaio 2008  | CSS                    |
| 447938 - | 2008 AB80                | 12 gennaio 2008  | Spacewatch             |
| 447939 - | 2008 AV82                | 5 novembre 2007  | Mt. Lemmon Survey      |
| 447940 - | 2008 AK83                | 15 gennaio 2008  | Mt. Lemmon Survey      |
| 447941 - | 2008 AP93                | 17 marzo 2004    | Spacewatch             |
| 447942 - | 2008 AQ99                | 14 gennaio 2008  | Spacewatch             |
| 447943 - | 2008 AV104               | 15 gennaio 2008  | Spacewatch             |
| 447944 - | 2008 AD107               | 30 dicembre 2007 | Spacewatch             |
| 447945 - | 2008 AR108               | 31 dicembre 2007 | Spacewatch             |
| 447946 - | 2008 AR115               | 10 gennaio 2008  | Spacewatch             |
| 447947 - | 2008 AC129               | 13 gennaio 2008  | Spacewatch             |
| 447948 - | 2008 AD129               | 13 gennaio 2008  | Spacewatch             |
| 447949 - | 2008 AU137               | 11 gennaio 2008  | Spacewatch             |
| 447950 - | 2008 AX137               | 11 gennaio 2008  | Spacewatch             |
| 447951 - | 2008 BM3                 | 11 gennaio 2008  | Mt. Lemmon Survey      |
| 447952 - | 2008 BW6                 | 16 gennaio 2008  | Spacewatch             |
| 447953 - | 2008 BU8                 | 19 dicembre 2007 | Mt. Lemmon Survey      |
| 447954 - | 2008 BB11                | 18 gennaio 2008  | Spacewatch             |
| 447955 - | 2008 BT14                | 28 gennaio 2008  | Ries, W.               |
| 447956 - | 2008 BB19                | 28 gennaio 2008  | Ries, W.               |
| 447957 - | 2008 BK27                | 5 novembre 2007  | Mt. Lemmon Survey      |
| 447958 - | 2008 BZ35                | 14 novembre 2007 | Mt. Lemmon Survey      |
| 447959 - | 2008 BN36                | 16 dicembre 2007 | Mt. Lemmon Survey      |
| 447960 - | 2008 BU40                | 29 gennaio 2008  | OAM                    |
| 447961 - | 2008 BC42                | 31 gennaio 2008  | CSS                    |
| 447962 - | 2008 BY43                | 18 dicembre 2007 | Mt. Lemmon Survey      |
| 447963 - | 2008 BM50                | 18 gennaio 2008  | Spacewatch             |
| 447964 - | 2008 CN8                 | 2 febbraio 2008  | CSS                    |
| 447965 - | 2008 CA14                | 3 febbraio 2008  | Spacewatch             |
| 447966 - | 2008 CN42                | 2 febbraio 2008  | Spacewatch             |
| 447967 - | 2008 CH47                | 3 febbraio 2008  | Spacewatch             |
| 447968 - | 2008 CY65                | 8 febbraio 2008  | Spacewatch             |
| 447969 - | 2008 CY67                | 8 febbraio 2008  | Mt. Lemmon Survey      |
| 447970 - | 2008 CE73                | 6 febbraio 2008  | CSS                    |
| 447971 - | 2008 CB86                | 31 dicembre 2007 | Mt. Lemmon Survey      |
| 447972 - | 2008 CV97                | 9 febbraio 2008  | Spacewatch             |
| 447973 - | 2008 CE103               | 28 agosto 2006   | Spacewatch             |
| 447974 - | 2008 CT107               | 9 febbraio 2008  | LINEAR                 |
| 447975 - | 2008 CA115               | 5 dicembre 2007  | Mt. Lemmon Survey      |
| 447976 - | 2008 CT116               | 20 dicembre 2007 | Mt. Lemmon Survey      |
| 447977 - | 2008 CC119               | 12 febbraio 2008 | LINEAR                 |
| 447978 - | 2008 CW126               | 8 febbraio 2008  | Spacewatch             |
| 447979 - | 2008 CG128               | 8 febbraio 2008  | Spacewatch             |
| 447980 - | 2008 CL132               | 8 febbraio 2008  | Spacewatch             |
| 447981 - | 2008 CX152               | 3 febbraio 2008  | CSS                    |
| 447982 - | 2008 CG153               | 1º febbraio 2008 | Spacewatch             |
| 447983 - | 2008 CG161               | 9 febbraio 2008  | PMO NEO Survey Program |
| 447984 - | 2008 CP163               | 10 febbraio 2008 | CSS                    |
| 447985 - | 2008 CX165               | 10 febbraio 2008 | Mt. Lemmon Survey      |
| 447986 - | 2008 CE172               | 12 febbraio 2008 | Spacewatch             |
| 447987 - | 2008 CP175               | 6 febbraio 2008  | LINEAR                 |
| 447988 - | 2008 CU177               | 11 gennaio 2008  | LINEAR                 |
| 447989 - | 2008 CD187               | 2 febbraio 2008  | LINEAR                 |
| 447990 - | 2008 CT192               | 7 febbraio 2008  | Spacewatch             |
| 447991 - | 2008 CE195               | 9 febbraio 2008  | Mt. Lemmon Survey      |
| 447992 - | 2008 CQ195               | 2 febbraio 2008  | Mt. Lemmon Survey      |
| 447993 - | 2008 CD197               | 8 febbraio 2008  | Spacewatch             |
| 447994 - | 2008 CS197               | 9 febbraio 2008  | Spacewatch             |
| 447995 - | 2008 CH199               | 13 febbraio 2008 | Mt. Lemmon Survey      |
| 447996 - | 2008 CO199               | 13 febbraio 2008 | Mt. Lemmon Survey      |
| 447997 - | 2008 CR201               | 8 febbraio 2008  | Spacewatch             |
| 447998 - | 2008 CE202               | 2 febbraio 2008  | Spacewatch             |
| 447999 - | 2008 CM202               | 7 febbraio 2008  | Spacewatch             |
| 448000 - | 2008 CB204               | 14 febbraio 2008 | CSS                    |